# SOS (chanson de Rihanna)
Pour les articles homonymes, voir SOS (homonymie).
Singles de Rihanna
Let Me
(2005) Unfaithful
(2006)
Pistes de A Girl like Me
Kisses Don't Lie Dem Haters
SOS est une chanson de l'artiste barbadienne Rihanna issue de son second album A Girl like Me (2006). Elle est écrite par J. R. Rotem, Evan "Kidd" Bogart et Ed Cobb puis produite par Rotem. Elle sort en single le 13 février 2006. SOS est une chanson R&B et dance-pop et comporte un échantillon de la chanson Tainted Love, écrite par Ed Cobb en 1965 et rendue populaire par Soft Cell. SOS reçoit des critiques positives, principalement pour l'échantillon de Tainted Love. Certains critiques comparent SOS à son premier single, Pon de Replay (2005).
SOS connaît un succès commercial. Aux États-Unis, elle est numéro un pendant trois semaines, le premier numéro un de Rihanna. SOS est numéro un du Hot Dance Club Play et Pop Songs. SOS est certifiée disque de platine par la Recording Industry Association of America (RIAA) pour la vente d'un million d'exemplaires. La chanson connaît du succès dans le monde entier, elle est numéro un en Australie pendant huit semaines.
Trois clips sont réalisés pour SOS. À part le principal, tourné par Chris Applebaum, la chanson est utilisée dans des publicités pour lingerie par les marques Agent Provocateur et Nike. Rihanna interprète SOS lors des MTV Europe Music Awards de 2006 à Copenhague. SOS est incluse dans la tournée Last Girl on Earth Tour (2010-2011). The Chipettes reprennent la chanson pour le film Alvin et les Chipmunks 3 (2011).

## Genèse et enregistrement

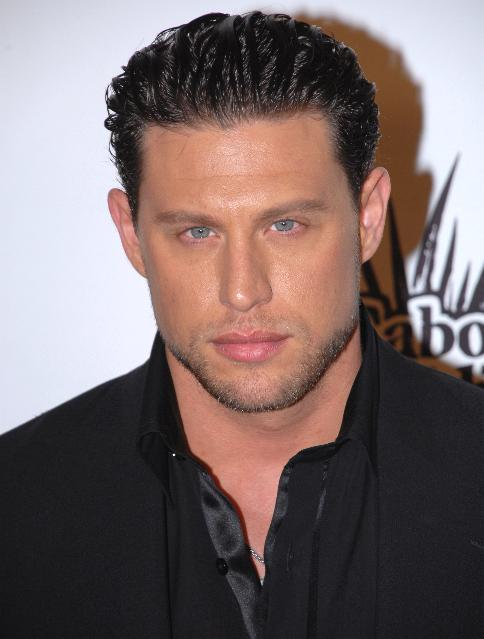
J. R. Rotem co-écrit et produit SOS et arrive avec l'idée d’échantillonner Tainted Love, écrite par Ed Cobb en 1965.

SOS est une chanson écrite par J. R. Rotem, Evan "Kidd" Bogart et Ed Cobb avant d'être produite par Rotem. La chanson est enregistrée aux studios Barmitzvah Hall Studios à Century City et Loft Recording Studios à Bronxville. SOS contient un échantillon de Tainted Love, écrite par Ed Cobb en 1965 et popularisée par Soft Cell en 1981. Dans une interview pour HitQuarters, Rotem explique la conception de cette chanson : « J'ai entendu Tainted Love et voulais prendre l'accord de base pour l'actualiser avec un nouveau swing. Quand j'ai donné la piste à Evan, l'ambiance des années 1980 était déjà dans la piste ». William E. Ketchum, lors d'une interview pour HipHopDX en mai 2011, demande à Rotem ce que cela fait d'avoir travaillé avec des chanteurs qui sont devenus des stars planétaires après avoir collaboré avec lui et celui-ci répond :

« J'ai fait la chanson SOS et ce n'était pas sa première chanson mais son premier numéro un. Depuis ça, elle est évidemment l'une des plus grandes stars planétaires. Mais je n'ai jamais vu ça comme étant grâce à moi ou quelque chose comme ça. J'ai juste vu ça comme quelque chose de formidable de collaborer avec elle à cette époque, et je voudrais collaborer avec elle une nouvelle fois. »

Au début, SOS devait être destinée à être enregistrée par Christina Milian pour son troisième album studio, So Amazin' (2006) mais Milian refuse la chanson et le chef de la direction LA Reid l'offre à Rihanna. Après la sortie de So Amazin', Milian quitte le label à cause des faibles ventes.

## Structure musicale
SOS est une chanson au tempo rapide avec pour genres musicaux la dance-pop, le pop rock et le RnB contemporain,,. La chanson inclut des riffs de synthétiseurs et une boîte à rythmes. Les paroles de la chanson sont basées sur le thème d'un garçon qui rencontre une fille. SOS contient un échantillonnage accéléré de la chanson Tainted Love, écrit par Ed Cobb en 1965 et popularisé par le duo anglais Soft Cell avec une reprise en 1981,,.

## Production et mixage
Les chœurs de la chanson sont compressés par le logiciel Waves Renaissance Compressor. Le logiciel est utilisé afin de créer un effet poli. Dans une interview avec Sound on Sound, ingénieur du son Phil Tan qui effectue le mixage audio du titre explique que le chœur est compressé du fait que la chanson soit énergétique, et qu'il voulait que le chœur l'accompagne cette énergie.

## Accueil

### Critique
Depuis la sortie de l'album, SOS reçoit des critiques positives. Bill Lamb d'About.com loue l'échantillon de Tainted Love et la performance vocale de Rihanna avec une estime spécifique pour son registre. Cependant, Lamb critique Rihanna pour ne pas avoir montré un sens de l'originalité. De plus, il compare sa voix à celle de Beyoncé en écrivant : « Les échos de Beyoncé dans son plus haut registre sont moins importants ». Sal Cinquemani de Slant Magazine salue l'échantillon et note que SOS rivalise avec son single Pon de Replay (Music of the Sun, 2005). Tout en continuant de louer SOS, Cinquemani écrit qu'elle est la seule chanson de A Girl like Me à montrer un haut degré d'« audace ». David Jeffries d'AllMusic décrit SOS comme une « piste club sexy ». Quentin B. Huff de PopMatters complimente la chanson et écrit : « Toute chose considérée, SOS est une chanson convenable, débordant d'énergie et parfaitement adaptée à la voix de Rihanna ».

### Récompenses
| Année | Cérémonie               | Prix                       | Résultats  |
| ----- | ----------------------- | -------------------------- | ---------- |
| 2006  | MTV Video Music Awards  | Meilleure nouvelle artiste | Nomination |
| 2006  | MTV Video Music Awards  | Choix des téléspectateurs  | Nomination |
| 2006  | MTV Europe Music Awards | Meilleure chanson          | Nomination |

### Commercial

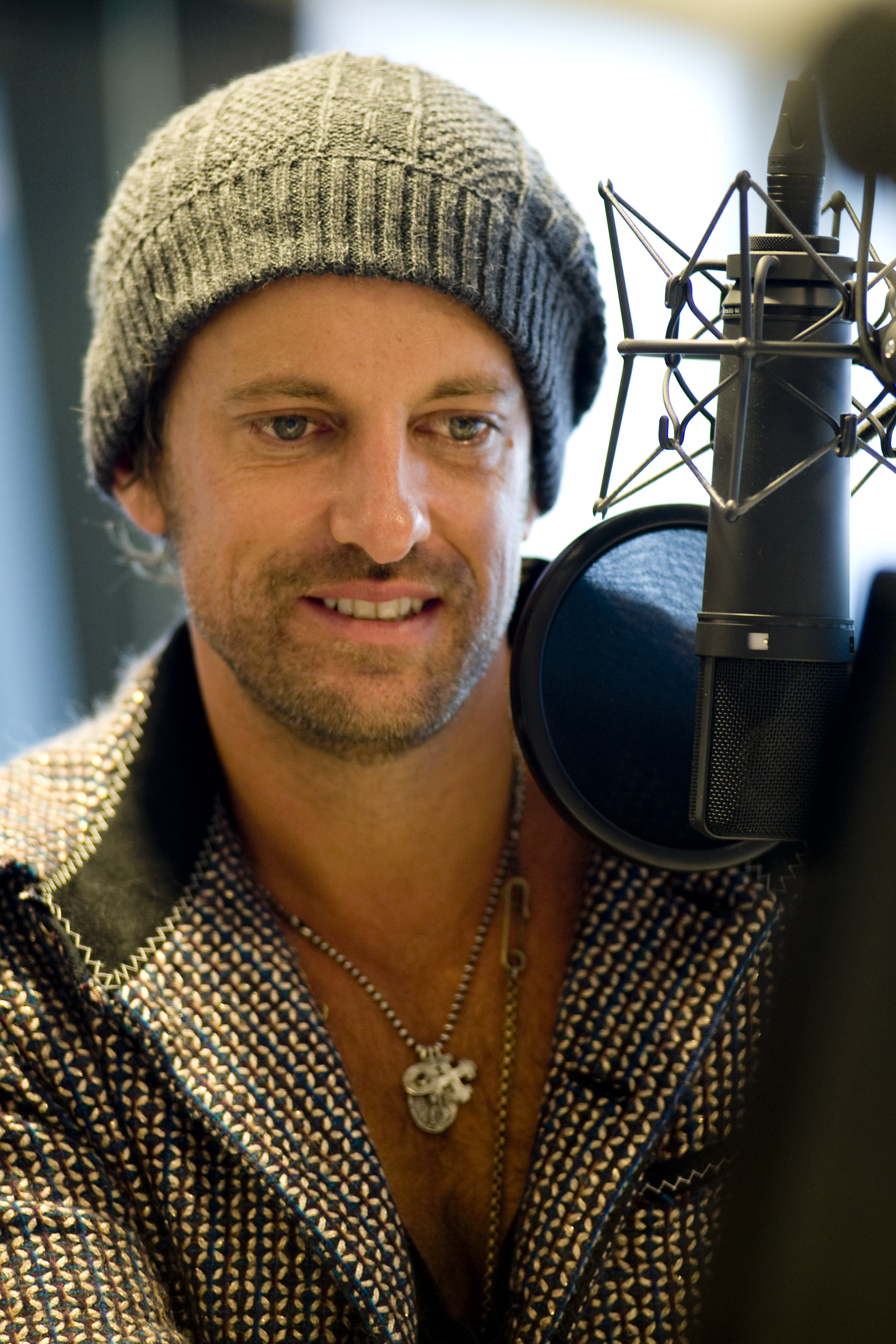
SOS remplace Bad Day de Daniel Powter qui a passé cinq semaines à la première place.

Aux États-Unis, SOS devient numéro un du Billboard Hot 100 le 13 mai 2006 en sautant 33 positions,et devient le premier numéro un de la chanteuse dans le hit-parade. Les ventes de SOS ont explosé la semaine juste avant qu'elle ne devienne numéro un grâce à Def Jam qui a proposé la chanson en téléchargement avant la sortie de A Girl like Me. La chanson remplace Bad Day de Daniel Powter qui est restée cinq semaines à la première place. SOS reste numéro un les deux semaines suivantes pour un total de trois semaines,. SOS est aussi numéro un dans les Hot Dance Club Songs et Pop Songs,. La chanson atteint la septième place du Radio Songs et la quarantième du Adult Contemporary,. Le 7 janvier 2007, SOS est certifiée disque de platine par la Recording Industry Association of America (RIAA) pour la vente d'un million d'exemplaires.
En Europe, SOS atteint un succès modéré dans plusieurs pays. En Belgique (Flandre), la chanson débute en 18e place le 22 avril 2006 et grimpe en seconde position au bout de quatre semaines. En Suisse, SOS débute en troisième place le 21 mai 2006, et reste dans le top 10 les neuf semaines suivantes. En Finlande, la chanson ne reste que deux semaines dans le hit-parade ; SOS entre en seconde position le 24 avril 2006 et retombe à la quatorzième place la semaine suivante. En Norvège, SOS entre en seizième position le 17 avril 2006 et grimpe en troisième position après trois semaines. Ailleurs, la chanson atteint le top 5 en Autriche et en Belgique (Wallonie), atteignant respectivement les quatre et cinquième places,. SOS atteint le top 10 en Italie et aux Pays-Bas, montant en septième et sixième positions,. Elle n'arrive pas à entrer dans le top 10 ni en France ni en Suède, où elle est douzième,.
Au Royaume-Uni, SOS débute en cinquième position le 22 avril 2006. La semaine suivante, la chanson grimpe en seconde position, derrière Crazy. La troisième semaine, SOS et Crazy maintiennent leurs positions. Les semaines suivantes, SOS descend, perdant trois places, tandis que Crazy est toujours numéro un,. En Australie, SOS entre à la première place le 30 avril 2006, une position conservée pendant huit semaines. En Nouvelle-Zélande, la chanson entre en 37e place le 10 avril 2006, et passe les cinq premières semaines dans le top 40. La septième semaine, la chanson saute en troisième position.

## Clips
Trois clips différents sont tournés pour SOS, chacun ayant un but différent. En plus du clip officiel, une deuxième version sert de publicité pour la marque Agent Provocateur tandis qu'une autre sert de publicité à Nike. Le clip officiel et celui pour Nike sont réalisés par Chris Applebaum, qui réalisera plus tard le clip d'Umbrella.

### Clip officiel
Le clip débute sur Rihanna en train de chanter le refrain et de danser sur une plage tropicale avec une robe verte. Des rétroprojecteurs se braquent sur Rihanna alors que le décor reste sombre et invisible. Lors du premier couplet, Rihanna danse devant un décor vert, vêtue d'un haut blanc et d'une minijupe scintillante, et danse avec un homme. Vers le milieu du couplet, Rihanna danse dans une salle remplie de miroirs avec une robe rose. Lors du refrain, on la voit principalement sur la plage avec sa robe verte mais bientôt, on la voit exécuter une chorégraphie avec quatre danseurs à la fin du refrain. On voit ensuite les scènes où Rihanna est dans la salle des miroirs intercalées avec celles visibles dans le refrain. Lors du second couplet, Rihanna exécute une chorégraphie avec un groupe de danseurs dans le même décor qu'au début du clip. Lors du refrain, la chanteuse est cette fois-ci assise sur une chaise en train d'écouter de la musique. Lors du pont et du dernier refrain, toutes les scènes du clip s'intercalent les unes avec les autres, montrant ainsi cinq décors différents.

### Version de Nike
La vidéo commence sur un groupe de danseurs qui vient juste de terminer une répétition de chorégraphie. Alors qu'ils sortent de la caméra, Rihanna arrive au milieu de la scène puis elle regarde la caméra et ferme les yeux. Toujours debout, elle claque des doigts puis rouvre les yeux et se retrouve dans un décor complètement différent. Alors que la chanson commence, on voit que le décor ressemble à une piste de danse dans une boîte de nuit avec Rihanna au centre. La scène est sombre et éclairée par des projecteurs situés aux quatre coins de la piste tandis que des danseurs rejoignent la chanteuse. Après la fin du second couplet, on voit Rihanna et des danseurs dans une salle de gymnastique. Lors du pont, on retrouve Rihanna dans la discothèque mais avec des vêtements différents. Cette scène est utilisée pour le dernier refrain. La vidéo termine avec un gros plan sur Rihanna, toujours debout tandis que la chanson se termine, qui ferme les yeux et retourne sur la scène où elle était au début de la vidéo avant de sortir de la caméra.

## Versions
| Version album 1. SOS – 3:58 Téléchargement numérique 1. SOS (Radio Edit) – 3:58 2. Let Me – 3:56 CD single 1. SOS – 3:58 | Maxi single français 1. SOS (Radio Edit) – 3:59 2. SOS (Instrumental) – 3:58 3. Break It Off – 3:33 Maxi single allemand 1. SOS (Radio Edit) – 3:59 2. SOS (Instrumental) – 3:58 3. Break It Off – 3:33 4. SOS (Video) |

## Crédits
Crédits adaptés du livret de l'album A Girl like Me, Def Jam Recordings, SRP Records.
Enregistrement et échantillon
- Enregistré au Bartmitzvah Hall Studios, Century City, Californie, et Loft Recording Studios, Bronxville, New York, aux États-Unis.
- Contient un échantillon de Tainted Love, écrit par Ed Cobb sous Embassy Music Corporation (BMI).

Personnel
- auteur-compositeur : Jonathan « JR » Rotem, Evan "Kidd" Bogart, Ed Cobb
- Réalisateur artistique : Jonathan « JR » Rotem
- Enregistrement : Jonathan « JR » Rotem, Al Hemberger
- Mixage : Phil Tan
- Assistant mixage : Rob Skipworth
- Réalisateur chant : Evan Rogers, Carl Sturken
- Chant et chœurs : Rihanna, Evan Rogers

## Classements et certifications
| Pays                            | Position | Certification |
| ------------------------------- | -------- | ------------- |
| Allemagne                       | 2        | –             |
| Australie                       | 1        | Platine       |
| Autriche                        | 4        | –             |
| Belgique (Nl)                   | 2        | –             |
| Belgique (Fr)                   | 5        | –             |
| Brésil                          | –        | Platine       |
| Danemark                        | 10       | Platine       |
| Union européenne                | 1        | –             |
| Finlande                        | 2        | –             |
| France                          | 12       | –             |
| Italie                          | 7        | –             |
| Norvège                         | 3        | –             |
| Nouvelle-Zélande                | 3        | –             |
| Pays-Bas                        | 6        | –             |
| Royaume-Uni                     | 2        | Or            |
| Suède                           | 12       | Or            |
| Suisse                          | 3        | –             |
| États-Unis Billboard Hot 100    | 1        | Platine       |
| États-Unis Adult Contemporary   | 40       | Platine       |
| États-Unis Hot Dance Club Songs | 1        | Platine       |
| États-Unis Pop Songs            | 7        | Platine       |

| Pays          | Position | Année | Période   |
| ------------- | -------- | ----- | --------- |
| Allemagne     | 28       | 2006  | 2005-2006 |
| Australie     | 13       | 2006  | 2005-2006 |
| Autriche      | 26       | 2006  | 2005-2006 |
| Belgique (Nl) | 26       | 2006  | 2005-2006 |
| Belgique (Fr) | 25       | 2006  | 2005-2006 |
| France        | 67       | 2006  | 2005-2006 |
| Pays-Bas      | 30       | 2006  | 2005-2006 |
| Royaume-Uni   | 9        | 2006  | 2005-2006 |
| Suède         | 86       | 2006  | 2005-2006 |
| Suisse        | 20       | 2006  | 2005-2006 |
| États-Unis    | 19       | 2006  | 2005-2006 |

## Historique de sortie
| Pays        | Date          | Format                   |
| ----------- | ------------- | ------------------------ |
| France      | 27 mars 2006  | Maxi single              |
| Australie   | 3 avril 2006  | Téléchargement numérique |
| États-Unis  | 11 avril 2006 | CD single                |
| Allemagne   | 15 avril 2006 | Maxi single              |
| Royaume-Uni | 17 avril 2006 | CD single                |